# Ленка (гміна Пйонтек)
Ленка (пол. Łęka) — село в Польщі, у гміні Пйонтек Ленчицького повіту Лодзинського воєводства.
Населення — 157 осіб (2011).
У 1975-1998 роках село належало до Плоцького воєводства.

## Демографія
Демографічна структура станом на 31 березня 2011 року:
|          | Загалом | Допрацездатний вік | Працездатний вік | Постпрацездатний вік |
| -------- | ------- | ------------------ | ---------------- | -------------------- |
| Чоловіки | 76      | 13                 | 50               | 13                   |
| Жінки    | 81      | 10                 | 48               | 23                   |
| Разом    | 157     | 23                 | 98               | 36                   |